# 宿野駅
宿野駅（しゅくのえき）は、三重県三重郡菰野町にあった、近畿日本鉄道（近鉄）湯の山線の鉄道駅（廃駅）である。

## 歴史
- 1930年（昭和5年）5月25日：開業[1]
- 1931年（昭和6年）3月1日：会社合併により三重鉄道の駅となる。
- 1944年（昭和19年）2月11日：会社合併により三重交通の駅となる。
- 1952年（昭和27年）：休止。
- 1969年（昭和44年）5月15日：休止中の堀木駅、製絨所前駅、小生駅、神森駅と共に廃止。

## 利用状況
主として通学・通勤用に利用された。

## 隣の駅
近畿日本鉄道
■湯の山線
神森駅 - 宿野駅 - 菰野駅